# 그때의 너를 발견했어
〈그때의 너를 발견했어〉(あの頃の君を見つけた 아노고로노키미오미츠게타[*])는 SKE48의 28번째 싱글이다.